# Малая Белина
Малая Белина (укр. Мала Білина) — село в Новокалиновской городской общине Самборского района Львовской области Украины.
Население по переписи 2001 года составляло 484 человека. Занимает площадь 16,13 км². Почтовый индекс — 81467. Телефонный код — 3236.